# Peter Zechmeister
Peter Zechmeister (* 1954) ist ein ehemaliger deutscher Basketballspieler und -trainer.
Er spielte beim SV Möhringen und bei der SpVgg 07 Ludwigsburg. Nach seiner Spielerkarriere absolvierte er ein viermonatiges Praktikum an der University of Redlands in Kalifornien und war in den 1970er, 1980er Jahren und zuletzt von 1993 bis September 1996 Trainer bei der Sportvereinigung 07 und der aus ihr hervorgegangenen BG Ludwigsburg, später auch zwei Jahre Vorsitzender. Er führte Ludwigsburg in die Basketball-Bundesliga und qualifizierte sich mit der Mannschaft 1994 für den Korać-Cup. In der Saison 2000/01 gehörte Zechmeister zeitweise wieder zum Trainerstab der Mannschaft, die mittlerweile wieder in der 2. Bundesliga antrat.
Zudem führte er die erste Damenmannschaft der BSG Ludwigsburg 2004 in die 1. Bundesliga und betreute diese dort in der Saison 2004/05. 2005 gab er das Traineramt an Marian Thede ab und wurde Vereinsvorsitzender der BSG. Nach einer Pause erklärte er sich im Januar 2010 bereit, angesichts der drohenden Abstiegsgefahr die inzwischen unter dem Namen Rutronik Stars Keltern II spielende Mannschaft als Trainer erneut zunächst bis zum Saisonende zu übernehmen.
Von 1979 bis 1994 war er zudem beim Deutschen Basketball Bund unter Vertrag. So führte er die DBB-Auswahl bei der Kadetten-Europameisterschaft 1983 in Ludwigsburg zusammen mit Pit Callies auf den dritten Platz und war 1994 Assistent von Bundestrainer Dirk Bauermann bei der Weltmeisterschaft im kanadischen Toronto.
Neben dem Sport studierte er an der Pädagogischen Hochschule Ludwigsburg. Er war Realschullehrer für Mathematik und Sport in Marbach am Neckar.